# Zamienie (Piaseczno)
Pour les articles homonymes, voir Zamienie.
Zamienie (prononciation : [zaˈmjɛɲɛ]) est un village polonais de la gmina de Lesznowola dans le powiat de Piaseczno de la voïvodie de Mazovie dans le centre-est de la Pologne.
Le village compte approximativement une population de 310 habitants en 2010.

## Histoire
De 1975 à 1998, le village appartenait administrativement à la voïvodie de Varsovie.